# Angelo Cino
Angelo Cino (ur. w Umbrii, zm. 21 czerwca 1412 w Recanati) – włoski kardynał okresu wielkiej schizmy zachodniej, reprezentujący obediencję rzymską.
Pochodził z Umbrii. W 1385 wybrano go biskupem Recanati e Macerata. Papież Grzegorz XII 19 września 1408 mianował go kardynałem prezbiterem tytułu Santo Stefano al Monte Celio. Rok później został wysłany jako legat do Marchii Ankońskiej. Pizański antypapież Aleksander V w 1409 mianował niejakiego Angelo de Ballionibusa nowym biskupem Recanati, jednak Angelo Cino nie uznał tego rozporządzenia. Zmarł w Recanati. 